# Putih Doh
Putih Doh is een bestuurslaag in het regentschap Tanggamus van de provincie Lampung, Indonesië. Putih Doh telt 2823 inwoners (volkstelling 2010).